# بیمارستان کودکان مرسی

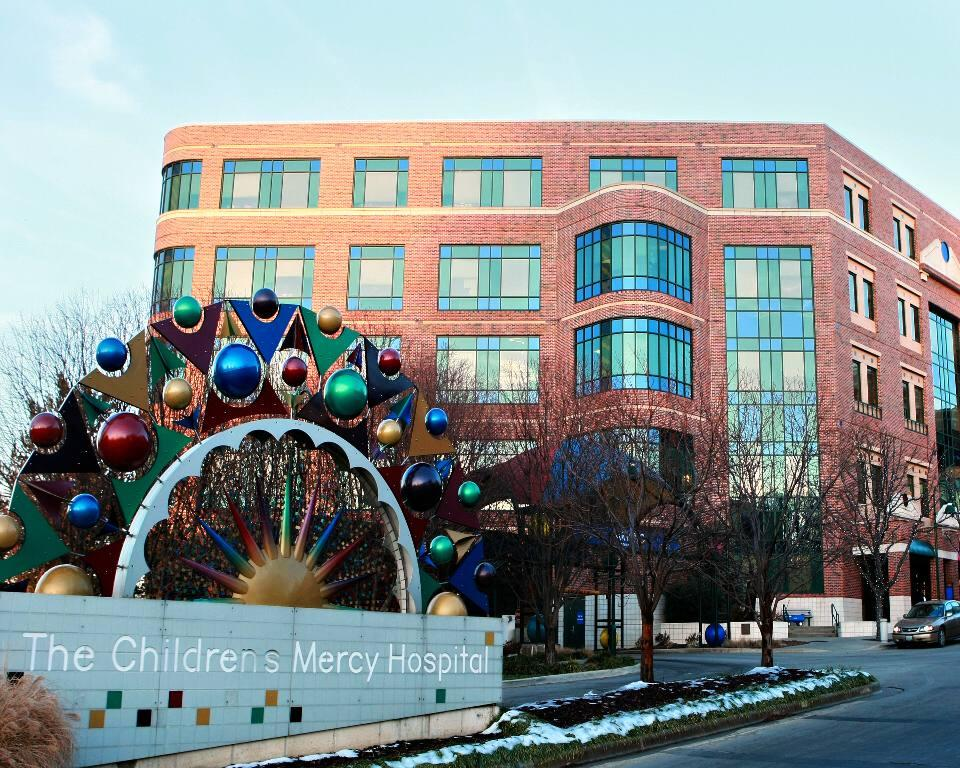

بیمارستان کودکان مرسی (به انگلیسی: Children's Mercy Hospitals and Clinics) تأسیس ۱۸۹۷ میلادی، نام یک مرکز درمانی تخصصی کودکان در منطقه کراون سنتر شهر کانزاس سیتی در آمریکا است.
بیمارستان کودکان مرسی دارای تسهیلات عمومی ۳۵۴ تختخوابی کودکان است که با ۱۳٬۳۹۷ پذیرش در سال اخیر و نزدیک به ۵۱۰٬۰۰۰ ویزیت چهار ایالت نبراسکا، آیووا٬ کانزاس و میسوری را پوشش میدهد. این مرکز درمانی یک بیمارستان آموزشی است که با دانشکده علوم پزشکی دانشگاه کانزاس و بخصوص دانشگاه میزوری در کانزاس سیتی وابسته است.
مرکز درمانی مذکور با ۲۸۶ پزشک متخصص و ۱۷۷۵ پرستار بزرگترین مرکز درمانی پزشکی کودکان در آیووا٬ کانزاس، نبراسکا و میسوری است.
این سامانه درمانی دو بیمارستان در شهرهای کانزاس سیتی در ایالت میزوری و اوورلند پارک در ایالت کانزاس دارد اما دارای پنج شعبه عمومی دیگر نیز در دو ایالت میزوری و کانزاس می‌باشد . مجموعاً ۶۵۰۰ نفر در استخدام این سامانه درمانی قرار دارند.

## تاریخچه
این بیمارستان در سال ۱۸۹۷ (۱۲۷۶ ه.ش.) توسط دو خواهر به نام‌های آلیس بری گراهام (دندانپزشک) و کاترین بری ریچاردسون (جراح) تأسیس شد.
در سال ۲۰۱۳ بیمارستان ساختمان مرکزی خود را به افتخار آدل هال (Adele Hall) نامگذاری کرد. وی (که از صاحبان شرکت هالمارک کاردز بود) در طول حیات خود بیش از ۵۰ میلیون دلار به بیمارستان بخشید.

## حضور بین‌المللی
بیمارستان کودکان مرسی دو «بیمارستان خواهر» در خارج از ایالات متحده دارد که با این مراکز قراردادهای همکاری، تعلیم و تربیت، تبادل پرسنل، و پروژه‌های پژوهشی دارد. این دو بیمارستان عبارتند از:
- بیمارستان ژوجیانگ در چین
- بیمارستان زنان و کودکان گوانگجو

## رتبه‌بندی و افتخارات
نشریهٔ U.S. News and World Report در سال ۲۰۱۵ این مرکز درمانی را در تمام ۱۰ گرایش تخصصی در پزشکی کودکان در زمره بیمارستانهای ممتاز در کل کشور آمریکا قرار داد. بالاترین رتبه کشوری این بیمارستان رتبه پنجم است که در بخش نفرولوژی بدست آمده.
بر طبق همین نشریه در سال ۲۰۱۳ در میان کادر این بیمارستان ۶ پزشک نمونه در آمریکا و ۵ پزشک نخبه قرار داشتند.
در همان سال نشریه Parents (والدین) این بیمارستان را در رتبه چهارده در میان بیمارستانهای آمریکا در تخصص کودکان قرار داد.
مرکز تحقیقات ژنومیک اطفال این بیمارستان دارای شهرت جهانی است بطوریکه نشریه تایم دستاوردهای این موسسه را در زمره ده پیشرفت مهم علم پزشکی در جهان در سال ۲۰۱۲ معرفی کرد.

## شعب اصلی
- دفاتر اداری در کراون سنتر
- شعبه اصلی در مرکز شهر کانزاس سیتی
- شعبه کانزاس واقع در اوورلند پارک مجهز به اورژانس هوایی
- شعبه برادوی
- شعبه ایندپندنس در شهر ایندپندنس، میزوری

## نگارخانه
- سالن نیایش بیمارستان (مجهز به نمازخانه مسلمانان)
- یک پیانو با آشکارسازهای حرکتی واقع در محوطه بازی بیمارستان
- سالن اصلی ورودی
- آلیس بری گراهام، از موسسین بیمارستان